# Amt Stühlingen

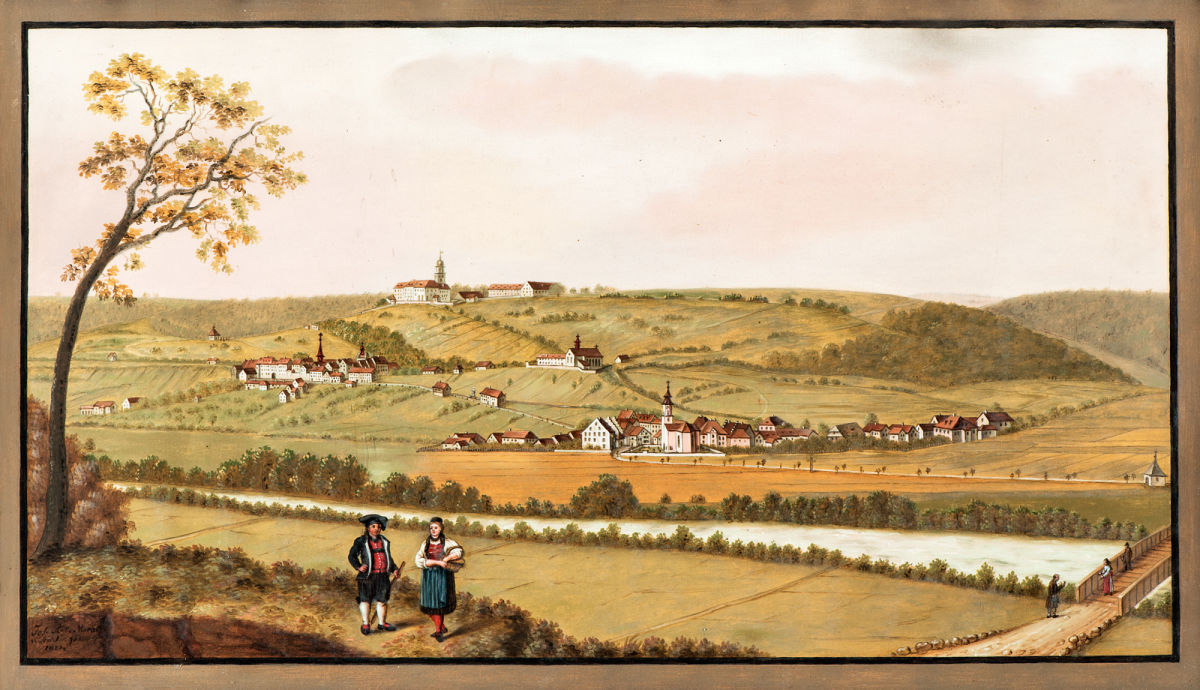
Stühlingen 1821, Gemälde von Joseph Anton Morath

Das Amt Stühlingen war in napoleonischer Zeit eine Verwaltungseinheit im Südosten des Großherzogtums Baden. Es bestand von 1807 bis 1813.

## Geschichte

### Historischer Hintergrund
Die historische Wurzel des Amtes bildete die im hohen Mittelalter zwischen dem Südschwarzwald und dem Randen entlang der Wutach entstandene Landgrafschaft Stühlingen. Sie fiel 1639 auf dem Erbwege an das Haus Fürstenberg und wurde dort in das Obervogteiamt Stühlingen umgewandelt, das unter der Leitung eines Obervogtes stand.

### In badischer Zeit

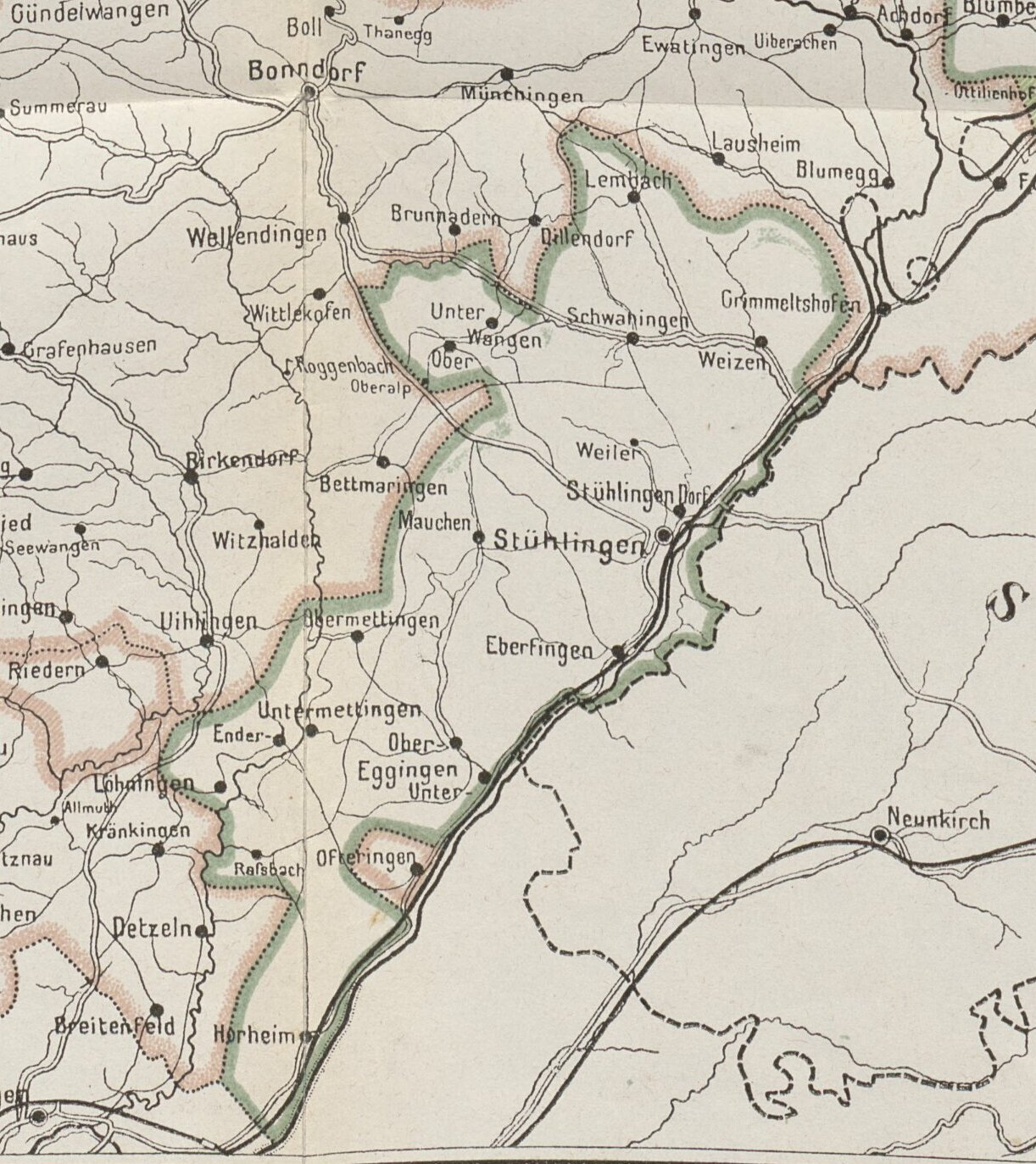
Orte des Amtes Stühlingen 1800

Mit der Rheinbundakte von 1806 wurde das Haus Fürstenberg mediatisiert, ihr Fürstentum Fürstenberg zum größten Teil der badischen Landeshoheit unterstellt. Dessen Regierung errichtete daher im Sommer 1807 das standesherrschaftliche Amt Stühlingen, das sich, neben der Stadt Stühlingen, aus den Ortschaften Lembach, Weizen, Schwennig, Unterwangen, Oberwangen, Sparrenberg, Mauchen, Eberfingen, Obermettingen, Untermettingen, Obereggingen, Untereggingen, Hofwies (das ist die Osthälfte von Endermettingen), Löhningen, Roßbach, Endermettingen, Ofteringen, Horheim und Riedern zusammensetzte. Im Rahmen der Verwaltungsstruktur des Landes wurde es der Provinz des Oberrheins, auch Badische Landgrafschaft genannt, zugeordnet.
Im Dezember 1807 wurde das Amt Stühlingen dem landesherrschaftlichen Obervogteiamt Bonndorf unterstellt. In Umsetzung des Novemberedikts von 1809 wurde diese Konstellation Anfang 1810 aufgehoben, das Amt unterstand nun dem neu errichteten Donaukreis.
Nachdem die Aufhebung der Patrimonialgerichtsbarkeit 1813 eine einheitliche Zuständigkeit der Ämter ermöglicht hatte, entstand aus dem Amt Stühlingen das, aufgrund seiner geringen Einwohnerzahl, zunächst als Stabsamt eingestufte Bezirksamt Stühlingen.

## Weitere Entwicklung
Das Bezirksamt Stühlingen wurde 1857 aufgelöst und dem Bezirksamt Bonndorf eingegliedert. Bei dessen Aufteilung 1924 kamen die Gemeinden des ehemaligen Amtes Stühlingen zum Bezirksamt Waldshut, aus dem 1939 der Landkreis Waldshut hervorging.